# Oresama Teacher
Oresama Teacher (яп. 俺様ティーチャー орэсама ти:тя:, букв. «Мой учитель») — сёдзё-манга в жанре романтической комедии Идзуми Цубаки, выходящая в журнале Hana to Yume. Манга также выходит на английском (в США Viz Media и в Австралии Madman Entertainment) и французском (Delcourt).

## Сюжет
Куросаки Мафую, гроза района и лидер банды из средней школы, вынуждена срочно переводиться в школу на другом конце города и искать новое жильё из-за обвинений в хулиганстве. Будучи постоянной участницей разборок и драк Мафую заслужила скандальную репутацию, с которой решает покончить на новом месте. Девушка хочет стать женственной и завести друзей, но единственным её другом становится местный хулиган — Хаясака. Выручая его и обучая приёмом рукопашного боя, Мафую заводит себе два альтер эго: Зайку (надевая маску зайца) и Нацуо («мужской» вариант самой себя). Кроме того, в новой школе она встречает старого друга — Такаоми-куна. В начальной школе он учил её драться, а в старшей стал её учителем по математике.
Такаоми заманивает её и Хаясаки в только созданный им «дисциплинарный клуб», чтобы покончить с драками, вымогательством и хулиганством, царившими в школе, возглавляемой студсоветом из детей директора, завуча и др. попечителей.

## Персонажи
- Мафую Куросаки (яп. 黒崎 真冬 Куросаки Мафую) — главная героиня. Школьница, 16 лет, за постоянные драки и хулиганство вынуждена была перевестись в школу Midorigaoka в другой части города, где встретила свою первую любовь и человека, который научил её драться — Такаоми Саэки.
- Такаоми Саэки (яп. 佐伯 鷹臣 Саэки Такаоми) — 22-летний учитель математики и классный руководитель Мафую, а также её сосед по дому.
- Каори Хаясака (яп. 早坂 香 Хаясака Каори) — друг Мафую и её сосед по парте.

## Манга[1]
| №  | Япония                         |
| -- | ------------------------------ |
| 1  | 2008.01.19. ISBN 9784592185314 |
| 2  | 2008.05.19. ISBN 9784592185321 |
| 3  | 2008.09.19. ISBN 9784592185338 |
| 4  | 2009.02.19. ISBN 9784592185345 |
| 5  | 2009.06.25. ISBN 9784592185352 |
| 6  | 2009.10.19. ISBN 9784592185369 |
| 7  | 2010.03.19. ISBN 9784592185376 |
| 8  | 2010.07.16. ISBN 9784592185383 |
| 9  | 2010.11.19. ISBN 9784592185390 |
| 10 | 2011.03.18. ISBN 9784592185406 |
| 11 | 2011.07.20. ISBN 9784592192664 |
| 12 | 2011.11.18. ISBN 9784592192671 |
| 13 | 2012.04.20. ISBN 9784592192671 |
| 14 | 2012.08.20. ISBN 9784592192695 |
| 15 | 2012.12.20. ISBN 9784592192701 |
| 16 | 2013.05.20. ISBN 9784592194866 |
| 17 | 2013.10.18. ISBN 9784592194873 |
| 18 | 2014.04.18. ISBN 9784592194880 |

### CD драма
Первый выпуск CD драмы пришёлся на февраль 2009 и включал в себя 3 и 4 выпуски Hana to Yume.
В ролях
- Kurosaki Mafuyu: Kitamura Eri
- Saeki Takaomi: Narita Ken
- Hayasaka: Mizushima Takahiro
- Okegawa Kyoutarou: Miyake Kenta
- Maizono Yuuto: Ono Daisuke

Релиз возобновился в 2012 в мини-серии (19 выпуск Hana to Yume) с актёрами из первой части, к которым присоединились:
- Yui Shinobu: Sugita Tomokazu
- Ayabe Reito: Okitsu Kazuyuki
- Kangawa Kouhei: Kimura Ryōhei

Вторая часть CD драмы прошла в феврале 2013, к актёрской группе добавились:
- Shibuya Aki: Abe Atsushi
- Yamashita Takumi: Nakamura Daisuke
- Ookubo Kotobuki: Hashizume Tomohisa